# Eberhard Godt
Eberhard Godt  (Lübeck, 15 augustus 1900 - 13 september 1995), was een Konteradmiral bij de Kriegsmarine tijdens de Tweede Wereldoorlog.

## Carrière
Eberhard Godt werd op 15 augustus 1900 geboren in Lübeck, een Hanzestad in Sleeswijk-Holstein, Noord-Duitsland. Godt begon zijn loopbaan bij de Kaiserliche Marine in het laatste jaar van de Eerste Wereldoorlog. Na de wapenstilstand in november 1918 verliet hij de marine voor een jaar, vóórdat hij weer dienst nam bij de Reichmarine in maart 1920. Tijdens zijn eerste jaren als officier verliep zijn loopbaan grotendeels op de torpedoboten (G-10 en T-155). Vanaf september 1934 werkte hij als officier op de kruiser Emden onder het commando van de toenmalige Fregatkapitein Karl Dönitz. Dit kan ook de reden zijn geweest dat Kapitäntleutnant Godt veranderde van dienst in oktober 1935 naar de onlangs opnieuw opgerichte U-bootstrijdmacht. Na een korte opleiding werd hij tot januari 1938 commandant van de U-23 en de U-25.
Godt werd bevorderd tot Korvetkapitein en werd de eerste Admiralstabsoffizier (admiraalstaf-officier) voor het personeel van de FdU en in die functie was hij gedurende meer dan zeven jaar de tweede man achter Dönitz voor het tactisch bevel over alle U-boten. De titel veranderde in september 1939 in Chef der Operationsabteilung des BDU en in maart 1943 in Chef der 2e Abteilung OKM/SKL (BDU-op). Toen Dönitz in januari 1943 Grootadmiraal werd bij de CinC van de Kriegsmarine, kreeg Konteradmiral Eberhard Godt meer of minder de volledige verantwoordelijkheid voor de tactische opdrachten van de U-bootstrijdmacht.
Na de oorlog werkte hij van 1949 tot 1952 bij het Marine Historisch Team in Bremerhaven. Die schreven de geschiedenis over de Kriegsmarine-operaties in de Tweede Wereldoorlog. Godt overleed op 13 september 1995 op 95-jarige leeftijd.

## Militaire loopbaan
- Seekadett: 1 juli 1918[1][2]
- Seeoffiziersanwärter: 8 januari 1921[3]
- Fähnrich zur See: 1 april 1922[1][2][3]
- Oberfähnrich zur See: 1 oktober 1923[1][2][3]
- Leutnant zur See: 1 april 1924[2][3] - 1 april 1922[1]
- Oberleutnant Zur See: 1 januari 1926[1][2][3]
- Kapitänleutnant: 1 juli 1933[1][2][3]
- Korvettenkapitän: 1 april 1937[1][2][3]
- Fregattenkapitän: 1 juli 1940[1][2][3]
- Kapitän zur See: 1 september 1942[1][2][3]
- Konteradmiral: 1 maart 1943[1][2][3]

## Decoraties
- Duitse Kruis in goud op 10 februari 1942[1][2][3]
- IJzeren Kruis 1914, 2e Klasse[1][4]
- IJzeren Kruis 1939, 1e Klasse[1]
- Herhalingsgesp bij IJzeren Kruis 1939, 2e Klasse
- Hanseatenkruis van Lübeck[4]

## U-bootcommando
- U-25: 6 april 1936 - 3 januari 1938: Geen oorlogspatrouilles
- U-23: 1 september 1936	- 3 januari 1938: Geen oorlogspatrouilles